# أسماك ولودة
الأسماك الولودة (بالإنجليزية: Live Bearers)‏ هي فصيلة أسماك الشبوط الوالدة ذات الأسنان.
تتميز هذه الأسماك عن غيرها بأنها تلد صغارها بدلاً من وضعهم كبيض.وهذه المجموعة تضم أسماك المولي، الجوبي، سمكة البلاتي ،سيفية الذيل، نصف المنقار، وذات الأعين الأربعة.الموطن الأصلي لهذه الأسماك هي قارة أمريكا الجنوبية وأمريكا الوسطى.

## عملية التكاثر
تتميز الذكور عن الإناث بأن زعانفها الشرجية قد تكيفت إلى مايشبه العضو التناسلي، عمليات الجماع لاتقتصر على موسم معين ،بل قد يفاجأ المربي بأن عدة إناث قد حملن بدون أن يخطط لذلك.تحتفظ الأناث بالسائل المنوي للذكر بعد عملية الجماع لعدة شهور وهذا يعطيها فرصة للحمل بدون وجود الذكر لعدة مرات.

## الحمل والصغار
بعد أن يخصب الذكر بيض الأنثى تبقى الفروخ ما بين 4-6 اسابيع داخل رحم السمكة الأنثى،ويتوقف بقاء الزريعة في الرحم على نوع السمكة ودرجة الحرارة،بعد هذه المدة تلد الأنثى الصغار بطول 5-12 مليمتر. قد تأكل الأنثى الصغار، لذا يلجأ المربون إلى فصل الأم عن الفراخ فور ولادتهم وذلك باستعمال حاضنة تؤدي الغرض، تستطيع الأطفال أن تأكل جميع أنواع الأرتيميا، صفار البيض، والقشور المطحونة.

## تربية الأسماك الولودة في أحواض الزينة
تجد هذه الأسماك شعبية كبيرة بين الهواة لسهولة مطالبها و بساطة إعداد أحواضها ، فهذه الأسماك لا تحتاج عادة إلا إلى المطالب الأساسية لأي سمكة وقد يتخصص بعض الهواة في تفريخ هذه الأسماك وليس لتربيتها كأسماك زينة، وحتى المبتدئون سيجدون متعة كبيرة في تفريخها، إن من يرغب تربية هذه الأسماك بغرض الاستمتاع بمنظرها سيحتاج إلى مضخة هواء ومرشح للأوساخ (فلتر) إضافة إلى بعض النباتات الطبيعية أو الصناعية والحصى لمنظر جميل، أما من يربي هذه الأسماك لغرض التكاثر فسيحتاج إلى حاضنة خاصة لحماية الأسماك الصغيرة إضافة إلى المعدات السابق ذكرها.

## معارض الأسماك الولودة
بتجارب تفريخ متعددة يحصل الهاوي على صنف مميز خاصة إذا كانت الولادات بخطة مدروسة، ولهذا الغرض فقد تم إنشاء أكثر من جميعة عالمية تعنى بمتابعة هواة تفريخ الأسماك الولودة وإقامة معارض سنوية يعرض المنافسون فيها إنتاجهم من الأسماك ويتناقشون فيما بينهم عن الطرق المثلى لرعاية الأسماك والحصول على أفضل نوعية من الإنتاج.
1. ↑  العظيم، إيناس خالد عبد (15 مارس 2022). "أنواع الاسماك الولودة وأهم المعلومات بصددها". أسماك العرب. اطلع عليه بتاريخ 2024-03-05.